# Sage Linder
Sage Linder, född 26 februari 2001 i Vancouver, är en kanadensisk skådespelare.
Linder har bland annat medverkat i TV-serierna Harlan Coben's Shelter och The Next Step. Hon har även medverkat i filmen Deceitful Dating.

## Filmografi (i urval)
- 2021 – Deceitful Dating
- 2018–2022 – The Next Step (TV-serie)
- 2023 – Harlan Coben's Shelter (TV-serie)